# Pierre Jurieu
Pierre Jurieu, né à Mer le 24 décembre 1637 et mort à Rotterdam le 11 janvier 1713, est un pasteur calviniste, théologien, écrivain et pamphlétaire prolifique français.

## Biographie
Son père, Daniel Jurieu, était le pasteur de l'Église protestante de Mer, petite ville du diocèse de Blois, et sa mère Esther Du Moulin (1603-1639). André Rivet et Du Moulin, ministres célèbres, étaient ses oncles maternels. Pierre Du Moulin était son grand-père.
Il étudie d’abord en France, à l’académie de Saumur et à l’académie de Sedan, et soutient une thèse de théologie intitulée De Vita Dei (1657). Puis il poursuit ses études en Angleterre et en Hollande. Il revient ensuite à Mer (1660) où il succède à son père.
En 1667, il épouse sa cousine Hélène Du Moulin, fille de Cyrus, fis aîné de Pierre Du Moulin.
En 1670, il écrit, avec d’Huisseau, un Examen du livre de la « Réunion du christianisme ou la manière de rejoindre tous les Chrétiens sous une seule confession de foi », ouvrage de controverse (1671). Puis il écrit une thèse de doctorat en philologie (De Cabbala), et en théologie, De potestate clavium (1674). À Sedan, il professe la théologie et l’hébreu, mais ne s’accorde pas avec Louis Le Blanc, son collègue. De là, il publie encore un Traité de la dévotion, puis une Apologie pour la morale des réformés (1675) et un Traité de la puissance de l’Église (1677) ; il attaque Bossuet par le Préservatif contre le changement de religion (1680).
L’académie de Sedan ayant été ôtée aux calvinistes en 1681 par Louis XIV, Jurieu fut destiné à exercer les fonctions de ministre à Rouen ; mais son libelle intitulé La Politique du clergé de France l’obligea à s’exiler en Hollande dès 1681 (soit quatre ans avant la révocation de l’édit de Nantes), où il devient pasteur et professeur de théologie à Rotterdam. Ce texte sera finalement imprimé à la Haye par Abraham Arondeus. Il y eut des démêlés très vifs avec son collègue de l'École illustre Pierre Bayle, avec l'avocat Henri Basnage de Beauval, avec les pasteurs Élie Saurin et Pierre Méherenc de La Conseillère. Il s’y érigea même en prophète et prédit dans son Commentaire sur l’Apocalypse, qu’en 1689 le calvinisme serait rétabli en France. Il vécut assez longtemps pour être lui-même témoin de la fausseté de ses prédictions. Il ne tint pas aussi à lui qu’il ne soulevât par plusieurs Lettres pastorales les réformés et les nouveaux convertis de France. Dans ces Lettres pastorales, il soutient avant Jean-Jacques Rousseau la thèse d'un contrat explicite ou implicite entre le souverain et ses sujets. Justifiant l'action du Prince Guillaume lors de la Glorieuse Révolution, il s'emploie à défendre le coup d'État à la lumière de la théorie du contrat et de la souveraineté du peuple.
Dès sa première Lettre Pastorale, du 1er septembre 1686, Jurieu attaque Bossuet, qui affirme qu'aucune violence n'a été faite en France contre les protestants. Jurieu va valoriser dans ses feuilles les martyrs des Cévennes et du Languedoc, citant en détail les actes de barbarie des dragons de Louis XIV. Il s'ensuivra la polémique due à l'ouvrage de Bossuet, Histoire des variations des Églises protestantes.
On lui a attribué le violent pamphlet Les Soupirs de la France esclave qui aspire après la liberté (1689), où Louis XIV, présenté comme un tyran, est accusé d’avoir dénaturé le gouvernement monarchique, ruiné ses sujets et perverti l’ordre social. Cette attribution ne fait cependant pas l'unanimité.

## Son œuvre
On a de lui un très grand nombre d’ouvrages. Les principaux sont :
- Les Lettres Pastorales adressées aux Fidèles de France qui gémissent sous la captivité de Babylone, du 1er septembre 1686, au 1er juillet 1689 lire en ligne
- Les Soupirs de la France esclave qui aspire après la liberté, Amsterdam, 1689. lire en ligne
- Traîté de la dévotion lire en ligne
- Écrit sur la nécessité du baptême
- Apologie de la morale des prétendus réformés, contre le livre d’Antoine Arnauld intitulé Renversement de la morale par les calvinistes
- Préservatif contre le changement de religion, ou Idée juste et véritable de la Religion catholique romaine, opposée aux portraits flattés que l’on en fait, & particulièrement à celuy de Monsieur de Condom, 1680, opposé au livre de l’exposition de la foi catholique de Bossuet
- Lettres contre l’Histoire du Calvinisme de Louis Maimbourg, et plusieurs autres lettres de controverse entre autres celles qui sont intitulées les derniers efforts de l’innocence affligée
- Traité de l’église, où il affirme qu’elle est composée de toutes les sociétés chrétiennes qui ont retenu les fondements de la Foi, avec une réplique à Monsieur Nicole qui avait réfuté cet ouvrage
- La Politique du clergé de France, ou Entretiens curieux de deux catholiques romains, l’un Parisien & l’autre Provincial, sur les moyens dont on se sert aujourd’huy, pour destruire la religion protestante dans ce royaume, vers 1681. lire en ligne
- Histoire du Calvinisme & celle du Papisme mises en parallèle ; ou Apologie pour les Réformateurs, pour la Réformation, & pour les Réformés, divisée en quatre Parties ; contre un libelle intitulé L’Histoire du Calvinisme par Mr. Maimbourg, 1683.
- Histoire des dogmes et des cultes de la religion des Juifs
- L’Esprit de Monsieur Arnaud. - Deventer, 1684. - 2 vol.
- Traité sur la théologie mystique, à l’occasion des démêlés de Fénelon avec Jacques Bénigne Bossuet
- Les Derniers Efforts de l'innocense Affligée, 1682
- L'accomplissement des propheties ou la delivrance prochaine de l'Eglise. Ouvrage dans lequel il est prouvé, que le papisme est l'empire antichrêtien., 1686

## Sources
Très légèrement adapté du Dictionnaire historique-portatif contenant l’histoire des patriarches, des princes etc. par l’abbé Ladvocat, Paris nouvelle édition 1755, p. 649-50. Cette source est assez connotée de la perspective de son époque, d’où le ton potentiellement orienté de cet article, qui ne demande qu’à être corrigé par tout historien connaissant bien cet auteur.